# Andrzej Żuławski
Pour les articles homonymes, voir Żuławski.
Andrzej Żuławski [ˈandʐɛj ʐuˈwafski] est un réalisateur de cinéma, metteur en scène de théâtre, scénariste et écrivain polonais, né le 22 novembre 1940 à Lwów (alors en Pologne occupée) et mort le 17 février 2016 à Varsovie.

## Biographie

### Origines et jeunesse
Andrzej Żuławski naît le 22 novembre 1940 à Lwów, en Pologne orientale alors occupée par l'Union soviétique ; il est le fils du diplomate et écrivain Mirosław Żuławski (1913-1995), attaché culturel à l'ambassade de Pologne à Paris, puis ambassadeur auprès de l'UNESCO, ce qui lui permet d'effectuer plusieurs années de sa scolarité en France. Après avoir étudié à l'IDHEC de 1957 à 1959, il retourne en Pologne pour devenir assistant du réalisateur Andrzej Wajda de 1960 à 1966. Il étudie entre-temps la philosophie à l'université de Varsovie ainsi que les sciences politiques à La Sorbonne. À cette époque, il publie des textes sur le cinéma, ainsi que ses propres poèmes.

### Carrière
Andrzej Żuławski fait ses débuts comme réalisateur en 1967 avec un moyen métrage pour la télévision, intitulé Pieśń triumfującej miłości (Le Chant de l’amour triomphant) — pour lequel il reçoit le diplôme d’honneur de la « Los Angeles Academy of Television Arts and Sciences » en 1968 —, et réalise en 1971 son premier long métrage Trzecia część nocy (La Troisième Partie de la nuit), un film dont l'action se situe durant la Seconde Guerre mondiale et qui remporte nombre de prix internationaux. 
La guerre est également présente dans le deuxième long-métrage de Żuławski, Le Diable.  Le film  se déroule  pendant l’invasion de la Pologne par la Prusse en 1793 et s'attache à un jeune homme qui parcourt le pays et finira par sombrer dans la folie.  Le Diable s'est trouvé interdit par la censure polonaise en raison de la violence et de la cruauté de certaines scènes.  Il ne sortira que seize ans plus tard, en 1988.
Le réalisateur décide ensuite de travailler en France.  En 1974, il coadapte et réalise L'important c'est d'aimer, tiré du roman de Christopher Frank, La Nuit américaine.  Le succès de ce film – notamment dû aux rôles de Romy Schneider et Jacques Dutronc – lui permet de tourner à nouveau en Pologne. Pendant deux ans, en 1976 et 1977, il tourne un film de science-fiction adapté de l'œuvre de son grand-oncle, Jerzy Żuławski, Le Globe d'argent. Mais la censure intervient à nouveau et le tournage est interrompu neuf jours avant la fin. Finalement, à la faveur de la fin proche du régime communiste, ce film ne pourra sortir dans quelques salles que dix ans plus tard, en 1987, après révision du montage définitif.
À la suite de l'interruption de tournage du Globe d'argent, Zulawski perd son autorisation de travailler en Pologne à la fin des années 1970 et décide d'émigrer aux États-Unis où il a des velléités de suicide dont l'éloigne Andy Warhol.
Reprenant un scénario écrit en 1978, il parvient à tourner, à Berlin, une coproduction franco-allemande, Possession.  Œuvre énigmatique et délibérément excessive, Possession met en vedette Isabelle Adjani et Sam Neill et décrit une crise conjugale entre un agent secret et une femme possédée par une force étrange.  
Le film est présenté en compétition au Festival de Cannes en 1981 et suscite une certaine controverse.  Ainsi, parlant de Possession dans  Le Figaro Magazine, le critique François Chalais pourra écrire : « On entre, ou on n'entre pas, dans ce film. Et je plains autant ceux qui refuseront d'en franchir le seuil que ceux qui s'y sentiront à l'aise ».  Possession vaut à Isabelle Adjani le prix d'interprétation féminine du Festival de Cannes et un César l'année suivante.
Après Possession, Zulawski est pressenti pour réaliser Espion, lève-toi, un drame d'espionnage mettant Lino Ventura en vedette.  Il quittera finalement le projet et c'est Yves Boisset qui réalisera le film.
Zulawski refait surface en 1984 avec La Femme publique, une autre œuvre assez déroutante mais moins paroxystique que Possession.  La Femme publique est tiré d'un roman de Dominique Garnier, qui cosigne l'adaptation avec Zulawski.  Traitant du rapport entre le cinéma et la vraie vie, le film met en vedette Valérie Kaprisky dans le rôle d'une actrice débutante et marque la première collaboration entre Zulawski et Francis Huster, qui incarne ici un metteur en scène névrosé.  Présenté en compétition au Festival des films du monde de Montréal, le film récolte le Grand Prix spécial du jury et le Prix du public.
Le tournage de L'Amour braque (une adaptation libre de l’Idiot de Dostoïevski) est pour Żuławski particulièrement important : il y rencontre Sophie Marceau, qui devient par la suite sa compagne et qu'il dirige également dans Mes nuits sont plus belles que vos jours, d'après le best-seller de Raphaële Billetdoux, puis dans La Note bleue et, plus tard, dans La Fidélité en 2000, inspirée par La Princesse de Clèves de Madame de La Fayette. Il revient au cinéma quinze ans plus tard avec Cosmos. tiré de l'œuvre homonyme de Witold Gombrowicz, un roman noir.
Outre le cinéma, Żuławski travaille également pour le théâtre.

### Vie privée
En 1971, Andrzej Żuławski a un fils avec l'actrice Małgorzata Braunek : le futur réalisateur Xawery Żuławski.
En 1978, il a un second fils prénommé Ignacy.
Il rencontre pour la première fois Sophie Marceau à l'hôtel Majestic lors d'une invitation sur un plateau télévisé de Claude Pinoteau en 1981, pendant le Festival de Cannes, alors qu'elle n'a pas encore 15 ans. Trois ans plus tard, en 1984, il entame sa vie commune avec la jeune femme, de vingt-six ans sa cadette, et qu'il n'épousera pas. De cette union naît un fils, Vincent, le 24 juillet 1995.
Żuławski et Marceau se séparent en 2001, après dix-sept ans de vie commune. Żuławski consacre ensuite deux livres à la description de sa rupture avec l’actrice française (O niej et L’Infidélité).

### Mort
Andrzej Żuławski meurt le 17 février 2016 dans un hôpital de Varsovie des suites d'un cancer, à l'âge de 75 ans. Ses obsèques ont lieu cinq jours plus tard à Góra Kalwaria, où il est inhumé.

## Filmographie

### Assistant réalisateur
- 1966 : La Nuit des généraux, d'Anatole Litvak

### Réalisateur

#### Courts métrages
- 1967 : Le Chant de l'amour triomphant (téléfilm)
- 1967 : Pavoncello (téléfilm)

#### Longs métrages
- 1971 : La Troisième Partie de la nuit (Trzecia część nocy)
- 1972 : Le Diable (Diabeł)
- 1975 : L'important c'est d'aimer
- 1981 : Possession
- 1984 : La Femme publique
- 1985 : L'Amour braque
- 1987 : Sur le globe d'argent (Na srebrnym globie)
- 1989 : Mes nuits sont plus belles que vos jours
- 1989 : Boris Godounov
- 1991 : La Note bleue
- 1996 : Chamanka (Szamanka)
- 2000 : La Fidélité
- 2015 : Cosmos

### Acteur
- 1961 : Samson : un étudiant tué
- 1985 : Tristesse et Beauté de Joy Fleury : Hugo Pierjoyre
- 2003 : Les Liaisons dangereuses de Josée Dayan (série télévisée) : Antoine Gercourt

## Œuvre écrite
Andrzej Żuławski est également écrivain. Ses livres font jouer les événements et les personnages réels et la fiction, qui n’est souvent qu’un souvenir déformé.
- Les Choses de la chair, traduit par Laurence Dyèvre, JC Lattès, Paris, 1981  (ISBN 978-2-7096-0075-0)
- Il était un verger, traduit par Daniel Beauvois, Stock, Paris, 1987  (ISBN 978-2-234-02028-3)
- La Forêt forteresse, 1991, traduit par Mathieu Żuławski, Stock, Paris, 1993  (ISBN 978-2-234-02558-5)
- W oczach tygrysa (Dans les yeux du tigre), BGW, Varsovie, 1993
- Ogród miłości (Le Jardin de l'amour), Philip Wilson, Varsovie, 1993
- Jonasz, Philip Wilson, Varsovie, 1993
- L’Infidélité, Agnès Pareyre, Paris, 2003  (ISBN 978-2-914732-12-3)
- Comme un rien, traduit par Érik Veaux, Calmann-Lévy, Paris, 2004  (ISBN 2-7021-3526-9)
- O niej (À propos d’elle), Słowo/obraz terytoria, Gdańsk, 2003  (ISBN 83-89405-45-8)
- Jonas, traduit par Érik Veaux, Filigranowa, Lyon, 2011  (ISBN 978-2-918001-02-7)
- Ostanie Słowo (Un dernier mot), livre d'entretiens avec Renata Kim, Czerwone i Czarne, Varsovie, 2011  (ISBN 978-83-7700-019-9)
- Sept petits films qui parlent de musique et qui n'en font qu'un, illustré par Jean-Philippe Guigou, Filigranowa, Lyon, 2012  (ISBN 978-2-918001-04-1)
- Un testament écrit en français, Filigranowa, Lyon, 2017  (ISBN 978-2918001096)

ainsi que des tomes de feuilletons et de mémoires (Éditions Twój Styl) ; il écrit régulièrement des chroniques dans le magazine féminin Twój Styl (pl).

## Distinctions

### Prix
- 2015 : Léopard de la meilleure réalisation au Festival international du film de Locarno pour Cosmos.

### Décorations
- Commandeur de l'ordre des Arts et des Lettres, le 30 mai 1996[3]
- Commandeur avec étoile de l'ordre Polonia Restituta